# Cao Yi
Cao Yi (* 15. Mai 1982) ist ein chinesischer Fußballassistenzschiedsrichter. Er steht als dieser seit 2014 auf der Liste der FIFA-Schiedsrichter.

## Karriere
Nebst Spielen der heimischen Super League begleitete er auch schon international Spiele des AFC Cups und der AFC Champions League. Im Team von Ma Ning wurde er als Assistent für die Weltmeisterschaft 2022 berufen.